# Notolabrus cinctus
 Notolabrus cinctus és una espècie de peix de la família dels làbrids i de l'ordre dels perciformes.

## Morfologia
Els mascles poden assolir els 29,9 cm de longitud total.

## Distribució geogràfica
Es troba a les costes de Nova Zelanda.